# زراعة النسج النباتية
زراعة النسج النباتية أو زراعة الأعضاء النباتية، أو زراعة الخلايا النباتية، هي عملية استنساخ خلايا أو أنسجة أو أعضاء من النبات الأم وتكثيرها في أوساط غذائية، وذلك تحت بيئة معقمة ومُتحكم بها، وهدف الزراعة النسيجية هو إنتاج كمية كبيرة من النباتات المماثلة جينياً لنبات المصدر وفي فترة قصيرة مقارنة مع إنتاج الطرق الزراعية الاعتيادية، وقد انتشرت هذه التقنية في السنوات الاخيرة لعدة أسباب وهي تخزين الجينات النباتية التي لا تنتج بذور أو التي من الصعب تخزين بذورها، وإنتاج فسائل نباتية بسرعة لغرض إشباع السوق التجاري، التربية والتعديل الوراثي لبعض المحاصيل المهمة، تكثير النسيج الجذري أو السيقان المتحورة في صناديق خاصة تسمى "Bioreactor"؛ لغرض استخلاص مواد أيضية مهمة في المجال الغذائي أو الطبي، وقد اتفق على مسمى حديث لهذا العلم وهو (الإكثار الدقيق/ Micropropagation).
تعطي مشروعات المجين النباتي آمالاً واسعة باستعمال الجينات المكتشفة حديثاً في التقنية الحيوية، ويسهل تطور زراعة النسج هذا الأمر، والحصول على جين قيم للزراعة هو البداية، وهنالك طرق متعددة لإدخال الجينات إلى النباتات للحصول على نبات أو نسيج معدل جينياً، ويمكن إعادة إنتاج النبات كاملاً باستعمال زراعة النسج، وعملية الاستنساخ في النبات أسهل بكثير من الحيوان.
إن كثير من الخلايا النباتية الجسمية (ليست تناسلية) شاملة الوسع totipotent بحيث تعبر عن أجزاء من الجينات التي لم تعبر عنها سابقاً وتتطور بالتالي إلى نبات كامل ضمن ظروف مناسبة، كما أن النجاح في زراعة خلايا ونسج وأعضاء النبات يتطلب المادة الأولية النباتية المناسبة، والوسط التغذوي المناسب، والجدولة الزمنية للمعالجات الهرمونية للوصول إلى إمكانية عظمى للنمو وتوجيه التمايز، ومعظم زراعات النسج النباتية تبدأ من مزدرعات explants أو أقسام صغيرة من الأنسجة أزيلت من نبات كامل ضمن ظروف عقيمة، وبعد وضعها في وسط نمو عقيم يحوي مغذيات وفيتامينات وتركيبة من منظمات نمو النبات، تقوم الخلايا النباتية بالانقسام والانتشار تحت ظروف مناسبة، كما يمكن لخلايا النبات أن تتضاعف لتشكل عضواً (جذور، أغصان، أجنة، برموديرا الورقة، وغيرها)، ويمكن حتى إعادة إنشاء النبات كاملاً، وخطوة إنشاء النبات الكامل من خلايا نباتية مزروعة نسيجياً تمثل خطوة هامة في إنتاج النباتات المحورة وراثياً.
فباستعمال زراعة النسج يمكن تعديل المورثات على مستوى خلايا مفردة ضمن المزرعة الخلوية ومن ثم يمكن إنتاج نبات كامل يحمل السلالة الجينية الجديدة، ويمكن استعمال الخلايا النباتية المزدرعة للإنتاج الواسع لنباتات متطابقة وراثياً (مستنسخات)، التي تملك خلال مهمة قابلة للتوريث، فمثلاً يستخدم هذا الأسلوب للإنتاج التجاري لكثير من نباتات الزينة كالسراخس والأقحوان، ويمكن إنتاج أنواع مختلفة من المزارع الخلوية بحسب نوع النسيج النباتي المستخدم كمادة مزدرعة، وحسب تركيب وسط الزراعة.

## أنواع مزارع النسج النباتية
بحسب نوع النسيج والوسط توجد أنواع مختلفة بعضها تستخدم في البحث الزراعي الأساسي وبعضها يستخدم تجارياً.

## مزرعة كالوس Callus Culture
وتشير إلى نمو غير منظم لكتل من الخلايا النباتية في وسط الزرع.
ولإنشاء مزرعة كالوس تستخدم مادة مزرعة غالباً خلايا ميرستيمية وتحضن في وسط نمو يحوي عوامل منظمة لنمو النبات كالأوكسين auxin والسيتوكينين cytokinin ، تنمو الخلايا وتنقسم إلى كتلة خلايا غير متمايزة تسمى كالوس.. وتشبه هذه الخلايا غير المتمايزة سرطاناً نباتياً..ويمكن نشر هذه الخلايا بغير نهاية عبر نقلها لوسط جديد .. وإن نقلت إلى وسط يحوي منظمات نمو أخرى يمكن أن توجه لتتمايز إلى جذر و/أو غضن . . وتسمى عملية توجيه النمو الغير منظم إلى تمايز لجذر أو غصن .

## اصطناع العضو
وعملية اصطناع العضو هي أحد وسائل إنشاء نبات كامل من مستنبتات الخلايا، فالنبيتة plantlet ذات الحجم المناسب يمكن نقلها إلى وعاء أكبر مع مغذيات أو تراب وتنمو إلى النضج.

## مزرعة المعلق الخلوي Cell Suspension Culture
وتشمل نمو خلايا مفردة أو مجموعات صغيرة من خلايا النبات في وسط نمو سائل. ويبدأ مزرعة المعلق الخلوي بنقل مزرعة كالوس إلى وسط سائل يحوي تركيباً من منظمات نمو النبات بالإضافة لمواد كيماوية تعزز تفريق الخلايا إلى خلايا مفردة أو تجمعات صغيرة .
واستمرار نمو الخلايا يتطلب هز الوسط السائل بسرعة خفيفة لدعم التهوية والتبادل الكيماوي مع الوسط.
ويستخدم هذا المستبت عادة في التطبيقات البحثية حيث يعتبر الوصول إلى الخلايا المفردة مهماً .
وسائل التعليق يشكل وسيلة فعالة لانتقاء خلايا لها صفات مرغوبة كمقاومة مبيدات الأعشاب أو تحمل الملوحة لأن الوسط السائل يتصل بالتساوي مع كل الخلايا مباشرة.
وبهذا يحتلف عن مزرعة كالوس حيث تكون الخلايا المتصلة بالوسط محدودة .
كما تشكل الأوساط السائلة بيئة مناسبة لإنتاج وجمع المفرزات الكيماوية التي تعطيها الخلايا.
وقد تكون مستقلبات مهمة كمنتجات غذائية أو زيوت أو كيماويات طبية.
كما تفيد المزارع الائلة بإنتاج النباتات الكاملة عبر عملية تسمى اصطناع الجنين من الخلية الجسدية Somatic cell embrogenesis .
ولبعض النباتات يشكل هذا الأسلوب الطريق الأنسب لإنشاء النبات الكامل بعد الهندسة الوراثية على المستوى الخلوي المفرد.
وفي اصطناع الجنين من الخلية الجسدية تنقل خلايا المعلق إلى وسط يحوي منظمات نمو توجه التمايز والتنظيم للخلايا لتشكيل جنين مفرد.
وتحت المجهر يتم فصل هذه الأجنة ونقلها إلى وسط نمو جديد حيث تتحول إلى نبات كامل.

## فصل البروتوبلاست وزرعها
البروتوبلاست خلايا نباتية أزيل جدارها الخوي خمائرياً وتركت بالغشاء السيتوبلازمي، وهي مفيدة جداً في الأبحاث الخاصة بالغشاء البلازمي، وخلال ساعات من نزع الجدار الخلوي تقوم البروتوبلاست بصنع جدار جديد، والبروتوبلاست يسهل تحويرها وراثياً باستعمال د ن ا غريب عبر طرق كالتثقيب الكهربي Electroporation
وبالإضافة لذلك يمكن لبروتوبلاست من نوعين مختلفين أن يجبرا على الالتحام لتشكيل هجين ويصبح بعد نباتاً كاملاً يحمل تركيبة وراثية لا توجد في الطبيعة ؛ وهكذا يوفر دمج البروتوبلاست وسيلة إضافية للهندسة الوراثية ..مما يسمح بنقل خصائص مفيدة موجودة في بعض النباتات إلى نبات آخر رغم بعد المسافة بين النوعين.
وبعد نقل البروتوبلاست المفردة أو الملتحمة مع غيرها إلى وسط الزرع ينشأ الجدار الخلوي ثم يليه الانقسام الخلوي لتشكيل الكالوس .
وبعد تشكل الكالوس يمكن استخراج النبات الكامل إما عبر اصطناع العضو، أو عبر اصطناع الجنين من الخلية الجسمية.

## مزرعة الميسم/حبوب الطلع Anther/Pollen Culture
في الأزهار تكون المياسم هي البنى التشريحية التي تحوي غبار الطلع، وفي التطور الطبيعي للزهرة ينضج الميسم ويتفتح للسماح بانتثار الطلع، وفي الزرع النسيجي للميسم يتم استصال المياسم من الزهور وتنقل لوسط زراعة مناسب وبعد فترة قصيرة يمكن التعامل مع حبوب لتشكل نبيتات مفردة يمكن تنميتها في أوساط زرعية إلى نباتات ناضجة غالباً عبر تطوير جنين، ولكنها قدتكون عقيمة، وهي فردانية الصيغة الوراثية بسبب تعرض حبوب الإلقاح للانقسام المنصف، ويمكن مضاعفة الصيغة باستعمال الكولشيسين في مرحلة مبكرة، ولكنه قد يضاعف الصبغيات عدة مرات، والنباتات الناتجة تكون متجانسة الأعراس وتنفع هذه الطريقة للحصول على نباتات متجانسة الأعراس ذات خصائص متنحية عادة وهي أداة نافعة لمطوري النباتات.

## مزرعة أعضاء النبات Plant Organ Culture
يمكن لأعضاء النبات أن تنمو تحت ظروف الزراعة، هذا يوفر أداة نافعة لدراسة تطور عضو النبات، فمثلاً الأزهار الملقحة لنبات كالبندورة يمكن أن تستأصل وتنقل إلى حوجلة زراعة تحوي وسطاً مناسباً، ومع الوقت يتطور جزء البويضة من النبات إلى حبة البندورة التي سوف تحمر وتنضج
أجزاء من جذور النبات يمكن استئصالها أيضاً ونقلها إلى وسط نمو سائل، وفي هذا الوسط ستنتشر الجذور بكثافة مشكلة جذوراً أولية وثانوية.
تطبيقات زراعة النسج النباتية Applications of Plant
Tissue Culture
بالإضافة لما ذكر سابقاً من الاستعمالات، فإن لزراعة نسج النباتات تطبيقات أخرى في الزراعة والصناعة.

## مزرعات معلقة كمعامل بيولوجية Suspension Cultures as Biological Factories
وهو تطبيق صناعي : مزرعات سائلة كبيرة تنتج المضادات الحيوية، والقلويدات المضادة للأورام، والفيتامينات، والمضادات الحشرية، والمنكهات الغذائية.
وكذلك يمكن تنمية جذور نباتية في وسط زراعة سائل لتكوين شبكة جذور يمكن أن تنتج كثير من المركبات

## الاستعمالات الحقلية Horticultural Uses
يمكن أن نوالد على نطاق واسع النباتات ذات الخصائص المرغوبة عبر الاستنساخ بزراعة النسج،، وبهذه الطريقة يمكن أن نوالد مئات وآلاف النباتات المتطابقة وراثياً عبر التوالد الخضري اللاجنسي من مصدر نباتي واحد.
وهذه الطريقة في إكثار النباتات قد استعملت بكثرة في صناعة الورود، لاستنساخ نبتة أصلية ذات مواصفة ممتازة، والإكثار بهذه الطريقة مفيد للحصول على نبتات خالية من الأمراض بأخذ نسج ميرستيمية لم تتأثر بالفيروسات والممرضات الأخرى وتنميتها نسيجياً، وهذا الأسلوب مفيد وبالأخص في الأوركيدات orchids (السحلب) والتوت.

## تبدلات النسج الجسمية المستنسخة Somaclonal Variation
لزراعة نسج النباتات بعض المشاكل التي لها مناحي نافعة ضمن بعض الظروف ! فخلال الفترات الطويلة من الزرع النسيجي في كالوس أو الزرع بالوسط المعلق، قد تزداد أو تنقص فعالية أجزاء من مجين النبات بسبب تحرر مركز تحكم لتعبير الجينات، والعناصر القابلة للتحويل Transposable قد تزداد فعاليتها، والصبغيات قد يعاد ترتيبها.
وقد نحصل بالنهاية على عدد غير طبيعي من الصبغيات، وهذا الضبط المتغير يوفر مصدراً جديداً للتنوع الجيني الذي قد يوجد خصائص مستحدثة لم تكن موجودة أصلاً في النبات الذي زرعت أنسجته(شكل 43.17)
وتسمى هذه التنوعات الوراثية بعد فترة زراعة نسيجية مطولة بالتغيرات الجسمية بالاستنساخ.